# NGC 4587
NGC 4587 is een lensvormig sterrenstelsel in het sterrenbeeld Maagd. Het hemelobject werd op 17 april 1882 ontdekt door de Oostenrijkse astronoom Johann Palisa.

## Synoniemen
- UGC 7805
- MCG 1-32-123
- ZWG 42.188
- VCC 1763
- PGC 42253